# Sara Karlsson (bangolfspelare)
Sara Karlsson, född 1993, är en svensk bangolfspelare, hemmahörande (2013) i Olofströms BGK. Sedan 2004 har hon tagit ett flertal mästerskapsmedaljer i flick- och juniorklasser, både i Sverige och utomlands. Sara vann, fortfarande som junior, damklassen i EM 2012, som spelades i Porto i Portugal. Andra framgångar är bland annat SM-guld i damklassen 2013, tre raka SM-guld (2010 till 2012) i juniorklassen och brons i junior-VM 2012. Hon har även ett VM-silver i lagtävlingen för juniorer 2012.
För sitt EM-guld fick Sara Karlsson utmärkelsen Årets kvinnliga idrottare i Blekinge 2012.